# 西坊城镇
西坊城镇，是中华人民共和国山西省大同市浑源县下辖的一个乡镇级行政单位。 区域面积56.19平方千米。

## 行政区划
西坊城镇下辖以下地区：
西坊城村、涧村、义家寨村、小辛庄村、大辛庄村、南阳庄村、西辛窑村、黄沙口村、大峪口村、圪坨村、大有号村和西胜民村。